# Iffezheim

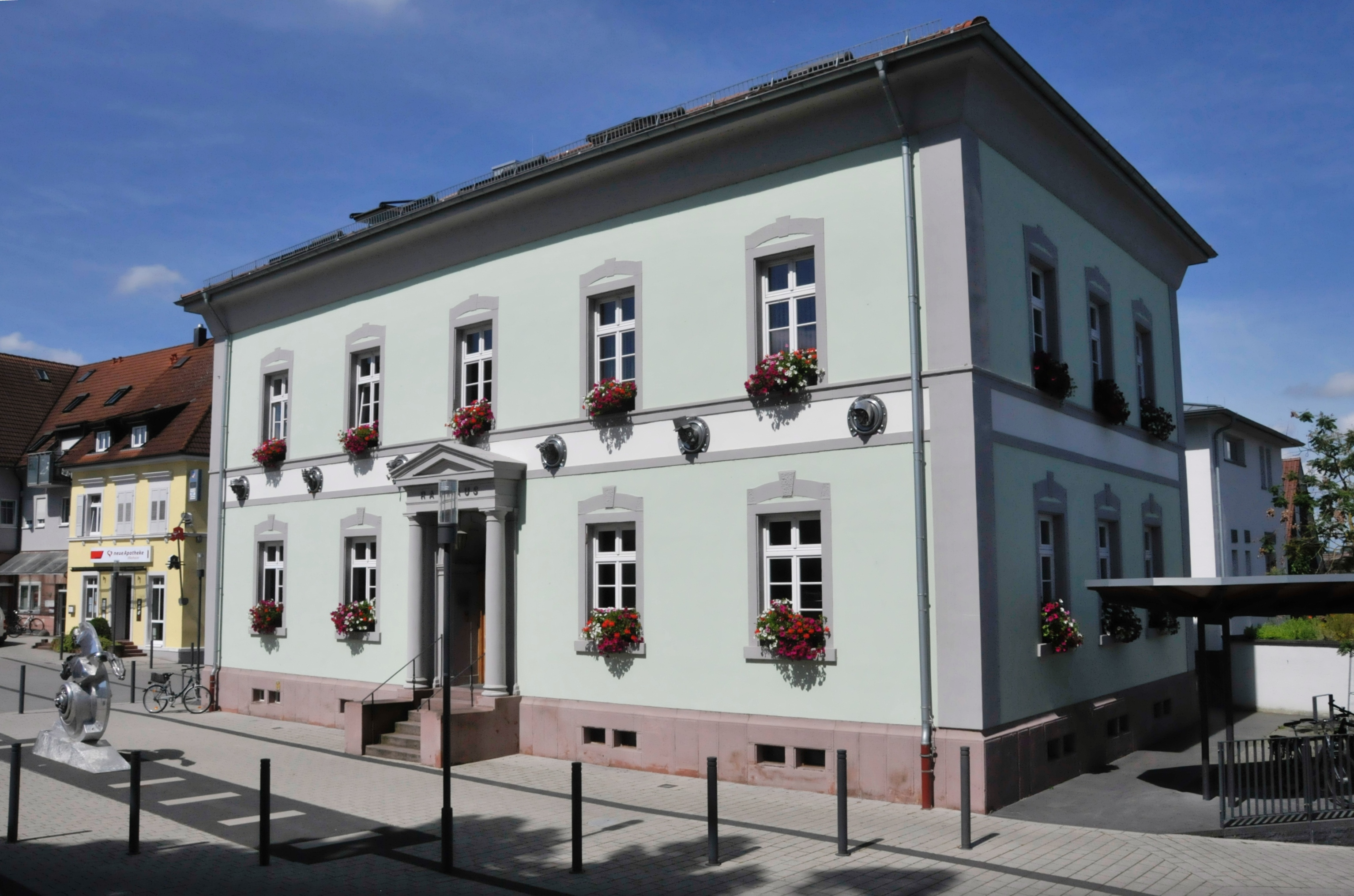
Rathaus

Iffezheim (alemannisch Iffze) ist eine Gemeinde im Landkreis Rastatt am Oberrhein. Zur Gemeinde Iffezheim gehören außer dem gleichnamigen Dorf keine weiteren Ortschaften. Sie ist international bekannt durch die dreimal im Jahr stattfindenden Galopprennen.

## Geografie

### Geographische Lage
Iffezheim liegt am rechten Ufer des Rheins in der 30 km breiten Oberrheinischen Tiefebene, die auf der einen Seite vom Schwarzwald und auf der anderen Seite von den französischen Vogesen begrenzt wird. Bei der Iffezheimer Staustufe münden auf deutscher Seite die Acher als Rheinseitengraben, sowie der Sandbach zunächst in einen Altrheinzug und dann in den Rhein. Durch das Unterdorf fließt der Mühlbach, der Oberlauf des Riedkanals. Auf der gegenüberliegenden, französischen Rheinseite endet die Moder.

### Nachbarkommunen
In unmittelbarer Nachbarschaft befindet sich die Kreisstadt Rastatt, deren Ortsteile Ottersdorf und Wintersdorf daran grenzen, Sandweier, ein Ortsteil von Baden-Baden sowie die Gemeinde Hügelsheim. Im Westen wird die Gemarkung vom Rhein begrenzt, welcher gleichzeitig die deutsch-französische Staatsgrenze markiert.
Nächster Ort im Elsass ist Neuhaeusel bzw. Roppenheim.

## Geschichte

### Frühe Geschichte
Archäologische Funde belegen eine seit Jahrtausenden andauernde Besiedlung der Iffezheimer Gemarkung. Die ersten Spuren stammen von steinzeitlichen Wohngruben, die etwa 2500 v. Chr. erbaut wurden.
Weitere Funde aus der Bronze- und Hallstattzeit deuten auf eine durchgängige Besiedlung hin, die durch die Entdeckung eines Friedhofes im Jahre 1925 ab dem sechsten Jahrhundert als gesichert gelten kann. Iffezheim wurde erstmals als „Uffinsheim“ 1245 in einer Schenkungsurkunde der Markgrafen von Baden urkundlich erwähnt. Der Name, der sich im Laufe der Zeit über Uffesheim (1457), Uffisheim (1487), Uffentezheim (1512), Iffitzheim (1750), Iffetzheim (1800) und schließlich ab 1850 in Iffezheim wandelte, deutet auf eine Namensgebung zwischen dem 3. und 7. Jahrhundert hin. Die hiesigen Menschen verwenden oftmals auch dialektübergreifend den Begriff „Iffze“.
Die markgräflich badische Herrschaft über das Dorf manifestierte sich außer in Abgaben und Frondiensten in den vier großen Hofgütern: Frohnd- oder Herrenhof, Lettfuß-, Zoller- und Rusthof, deren Pachterträge in die Schatulle des Landesherrn wanderten. Wie in allen Gemeinden längs des Rheins lebten die Einwohner Iffezheims neben den Erträgen aus der Landwirtschaft vom Fischfang und der Rheinschifffahrt, was durch Anker und Paddel in dem jahrhundertealten Symbol im Wappen der Gemeinde ausgedrückt ist.
Im 14. und 15. Jahrhundert war Iffezheim ein bedeutender Marienwallfahrtsort, weil dort „die Mutter Godds viel Wunderzeichen bewirkt hatt“. Die Pilger konnten für ihren Besuch mit bis zu 100 Tagen Ablass rechnen.
1493 zählte Iffezheim zum Amt Stollhofen und bildete mit Sandweier eine politische und kirchliche Gemeinde. 1509 wurden die beiden Kirchspiele getrennt, kamen jedoch spätestens 1634 wieder zusammen. Erst ein Machtwort des Markgrafen brachte zu Beginn des 18. Jahrhunderts die endgültige, geordnete Teilung der Orte und Kirchspiele zustande.
Wegen Iffezheims Lage im zentralen Oberrheintal litt seine Bevölkerung unter den europäischen Kriegen der vergangenen Jahrhunderte. Nach dem Dreißigjährigen Krieg lebte 1666 nur noch ein Drittel der Vorkriegsbevölkerung in dem zerstörten und verarmten Dorf. Kaum wiederaufgebaut, wurde das Dorf im Pfälzischen Erbfolgekrieg durch die Soldaten des französischen Generals Mélac am 24./25. August 1689 mit Ausnahme dreier Häuser niedergebrannt. Nachfolgende Kriege brachten nicht mehr die totale Zerstörung, doch Einquartierungen, Frohnden und Unterhaltsleistungen führten das Dorf in den finanziellen Ruin.

### 19. Jahrhundert
Zur letzten kriegerischen Auseinandersetzung auf Iffezheimer Gemarkung kam es während der Niederschlagung der badischen Revolution am 30. Juni 1849, als preußische Ulanen und Infanterie eine zum Teil unbewaffnete Kompanie Korker Volkswehr gnadenlos niedermetzelten.
Am 28. Februar 1858 setzte Bürgermeister Severin Schäfer seine Unterschrift unter einen Pachtvertrag mit Oskar Eduard Bénazet über das bereits als Fasanenjagd von Baden-Baden genutzte Gelände „In der Bey“ und „Im Waichen“ für die Erstellung einer Pferderennbahn. Nachdem für 300.000 Francs eine von allen Seiten gelobte Rennbahn aus dem Boden gestampft worden war, hieß am 5. September 1858 kurz nach zwei Uhr die erste Siegerin „Amazone“. Seither ist das kleine Dorf am Rhein weltweit bekannt. Was für die Sportwelt und die mondänen Besucher des Weltbades Baden-Baden eine weitere Attraktion war, stellte für die Einwohner Iffezheims eine willkommene zusätzliche Einkommensquelle dar. Schlafzimmer und Ställe wurden geräumt und an die Renngäste und die vierbeinigen Stars vermietet. Ein Zubrot mit dem die kärglichen Erlöse aus Landwirtschaft, Fischerei und Handwerk aufgebessert wurden.

### 20. Jahrhundert
Im Zweiten Weltkrieg am Nikolaustag 1942 wurde Iffezheim versehentlich von einem britischen Bomberpiloten angegriffen. Insgesamt forderte der Angriff zwölf Menschenleben, darunter die einjährigen Zwillinge Dieter und Rolf Brümmer und die halbjährige Hedwig Schneider, sowie 27 zum Teil schwer verletzte Menschen. Einundzwanzig Gebäude wurden komplett zerstört, weitere 46 wurden schwer und 303 Gebäude leicht beschädigt.
Noch 1957 zählte das Dorf bei 3000 Einwohnern 530 kleinbäuerliche Betriebe. Dies änderte sich in den folgenden Jahrzehnten rasant. 2003 zählte die Statistik noch 6 landwirtschaftliche Betriebe, die sich vor allem auf Spezialkulturen wie Spargel, Beeren und Saatgut spezialisiert haben. Mit der Kiesgewinnung und Kunststeinfabrik als Keimzelle bildete sich östlich des Dorfes ein Industriegebiet aus, dessen Firmen zusammen mit den innerörtlichen Gewerbe- und Handwerksbetrieben heute 1600 Arbeitsplätze anbieten.
Einer der frühesten Autofahrer in der Region kam aus Iffezheim. Es war der Sägewerksbesitzer Thomas Schneider.

### Einwohnerentwicklung
| Datum          | Einwohner |
| -------------- | --------- |
| 1847           | 1376      |
| 1850           | 1508      |
| 1900           | 1782      |
| 1914           | 1961      |
| 1918           | 2053      |
| 1930           | 2251      |
| 1939           | 2374      |
| 1950           | 2504      |
| 1960           | 3082      |
| 27. Mai 1970 ¹ | 3527      |
| 30. Juni 1978  | 3728      |
| 30. Juni 1980  | 3753      |

| Datum             | Einwohner |
| ----------------- | --------- |
| 25. Mai 1987 ¹    | 3987      |
| 31. Dezember 1991 | 4407      |
| 31. Dezember 1993 | 4588      |
| 30. Juni 1995     | 4608      |
| 30. Juni 1996     | 4618      |
| 30. Juni 1997     | 4633      |
| 30. Juni 1998     | 4632      |
| 30. Juni 1999     | 4699      |
| 30. Juni 2000     | 4700      |
| 30. Juni 2001     | 4696      |
| 30. Juni 2002     | 4762      |
| 30. Juni 2003     | 4853      |

| Datum             | Einwohner |
| ----------------- | --------- |
| 30. Juni 2004     | 4893      |
| 30. Juni 2005     | 4911      |
| 30. Juni 2006     | 4955      |
| 31. Dezember 2007 | 4927      |
| 31. Dezember 2008 | 4909      |
| 31. Dezember 2009 | 4919      |
| 31. Dezember 2010 | 4897      |
| 31. Dezember 2011 | 4753      |
| 31. Dezember 2012 | 4733      |
| 31. Dezember 2013 | 4746      |
| 31. Dezember 2014 | 4776      |
| 31. Dezember 2015 | 4927      |

| Datum             | Einwohner |
| ----------------- | --------- |
| 30. November 2016 | 5159      |
| 30. November 2017 | 5178      |
| 30. November 2018 | 5217      |
| 31. Dezember 2020 | 5284      |
| 31. Dezember 2021 | 5264      |
| 30. November 2022 | 5332      |

¹ Volkszählung

## Religionen
- Katholische Kirchengemeinde St. Birgitta (siehe auch St. Birgitta (Iffezheim))[3]
- Evangelische Kirchengemeinde Paul Gerhardt[4]

## Politik

### Schultheiße, Vögte und Bürgermeister
- 1568: Claussen Wendel
- 1574: Jakob Schaf
- 1605–1621: Jakob Pferg
- 1650–1662: Diebold Heitz
- 1666–1672: Jakob Schneider
- 1676–1684: Hans Merkel
- 1691–1727: Ulrich Schneider
- 1729: Lorenz Schäfer
- 1742–1758: Barthel Zimber
- 1759–1777: Hans Adam Schneider
- 1780–1783: Joseph Laubel
- 1783: Barnabas Zimber
- 1792–1794: Joseph Laubel
- 1795–1801: Balthasar Zoller
- 1801–1809: Franz Josef Jakob
- 1809–1832: Matthäus Mungenast
- 1832–1839: Casimir Schäfer
- 1839–1843: Matthäus Mungenast
- 1843–1848: Jakob Keller
- 1849–1852: Franz Huttinger
- 1852–1875: Severin Schäfer
- 1875–1881: Franz Greß
- 1891–1893: Jakob Huber
- 1893–1911: Konrad Mußler
- 1911–1919: Johannes N. Huber
- 1920–1932: Anton Oesterle
- 1932–1939: Friedrich König
- 1939–1945: Heinrich Hertweck
- 1945–1961: Franz Xaver Huber
- 1961–1978: Albin König
- 1978–2002: Otto Himpel
- 2002–2018: Peter Werler, CDU
- seit 2018: Christian Schmid

### Gemeinderat
Der Gemeinderat hat 14 ehrenamtliche Mitglieder, die für fünf Jahre gewählt werden. Hinzu kommt der Bürgermeister als stimmberechtigter Gemeinderatsvorsitzender.
Die Kommunalwahl 2024 führte zu folgendem Ergebnis (in Klammern: Unterschied zu 2019):
| Gemeinderat 2024               | Gemeinderat 2024 | Gemeinderat 2024 | Gemeinderat 2024 | Gemeinderat 2024 |
| Partei / Liste                 | Stimmenanteil    | Sitze            |                  |                  |
| ------------------------------ | ---------------- | ---------------- | ---------------- | ---------------- |
| Freie Wähler                   | 45,6 % (+3,9)    | 7 (+1)           |                  |                  |
| CDU                            | 37,3 % (+1,6)    | 5 (±0)           |                  |                  |
| SPD                            | 17,1 % (−5,6)    | 2 (−1)           |                  |                  |
| Wahlbeteiligung: 66,5 % (-2,9) |                  |                  |                  |                  |

### Gemeindepartnerschaften
Iffezheim unterhält partnerschaftliche Beziehungen zu
- Dahlwitz-Hoppegarten bei Berlin.
- Mondolfo in der Provinz Pesaro-Urbino in Italien.

### Wappen
Das heutige Wappen, ist bereits im 1616 belegt und zeigt einen umgedrehten schwarzen Anker mit rotem Ruder auf weißem (silbernen) Grund. Offizielles Siegel der Gemeinde wurde es allerdings erst wieder ab April 1901 auf Vorschlag des Generallandesarchives. Dazwischen war eine so genannte „Wolfsangel“ im Gemeindewappen gebräuchlich.

## Wirtschaft und Infrastruktur

### Verkehr
Iffezheim liegt an der L 75 (bis 2015: B 36) und der Bundesstraße 500. Die Bundesautobahn 5 kann über die Anschlussstelle Baden-Baden bzw. den Rasthof Baden-Baden innerhalb weniger Minuten erreicht werden.
Über die Staustufe Iffezheim (B 500) gelangt man auf die Departementsstraße D4 nach Roppenheim zur Autoroute A35. Die Rheinbrücke Wintersdorf ist ein weiterer Grenzübergang, der auf Iffezheimer Gebiet liegt, aber nach dem näher gelegenen Wintersdorf benannt ist. Dort schließt die Landesstraße L 78b an die Departementsstraße 87 an.
Auf dem Gelände der Staustufe Iffezheim befindet sich ein Sender des Differential Global Positioning Systems.
Der 1909 eröffnete Bahnhof Iffezheim lag an der schmalspurigen Bahnstrecke Schwarzach–Rastatt. Am 15. April 1970 wurde der Personenverkehr eingestellt. Zudem existierte für den Sonderverkehr bereits ab 1896 die normalspurige Bahnstrecke nach Rennplatz Iffezheim, die von der nahe gelegenen Bahnstrecke Steinbourg–Rastatt abzweigte. Deren Abschnitt bis Wintersdorf ist bereits seit 1950 ohne Personenverkehr; jedoch ist mittelfristig der direkte Anschluss per Stadtbahn an den Karlsruher Verkehrsverbund geplant. Die nächstgelegenen Bahnhöfe befinden sich in Baden-Baden (ICE/IC) sowie in Rastatt.
Durch das Gemeindegebiet verläuft die rechtsrheinische Variante des Rheinradwegs, der von der Quelle des Rheins am Oberalppass im Schweizer Kanton Graubünden bis zur Mündung bei Rotterdam führt. Er verläuft von Helmlingen kommend bis Iffezheim dicht am Rhein entlang. Er quert auf der B 500 den Sandbach und verläuft an diesem zur Rheinbrücke Wintersdorf und auf dem Damm weiter nach Plittersdorf. Der Radfernweg ist als Eurovelo-Route 15 (Rheinradweg) und als D-Route 8 (Rhein-Route) ausgewiesen.
Südlich des Nachbarortes Hügelsheim befindet sich der Regionalflughafen Karlsruhe/Baden-Baden (Baden-Airpark).

### Ansässige Unternehmen
Neben den Hauptarbeitgebern der Kies- und Betonindustrie haben sich im Industriegebiet zahlreiche andere Unternehmer angesiedelt, dazu zählen:
- Oberrhein-Handels-Union GmbH & Co.KG
- Kronimus AG, Betonsteinwerk
- Kies und Beton AG
- Hänsler Medical GmbH

Weiterhin befindet sich mit dem Rheinkraftwerk Iffezheim ein Laufwasserkraftwerk an der bei Iffezheim liegenden Staustufe des Rheins.
Aufgrund der Galoppsport-Rennbahn hat sich ein Trainingszentrum für Galopprennpferde sowie eine Pferdeklinik angesiedelt.

### Bildung
Iffezheim verfügt über eine Haupt- und Realschule (Maria-Gress-Schule) sowie eine Grundschule. Der Landkreis Rastatt betreibt im Ort mit der Astrid-Lindgren-Schule eine Sprachheilschule (mit sonderpädagogischem Kindergarten). Es gibt zwei Kindergärten im Besitz der römisch-katholischen Pfarrgemeinde Iffezheim sowie einen in Gemeindehand, welcher ebenfalls von der katholischen Kirchengemeinde betrieben wird.

## Kultur und Sehenswürdigkeiten

### Bauwerke
- Im Ortskern steht die katholische Pfarrkirche Sankt Birgitta, die im sogenannten Weinbrenner-Stil (den formalen Regeln des Friedrich Weinbrenner folgend) 1830 erbaut wurde. Sie wurde vom Weinbrenner-Schüler Wilhelm Vierordt entworfen. Ihr besonderes Merkmal liegt in der Verbindung mit einem gotischen Vorgängerbau, von welchem der untere Teil des Turmes samt einigen Details erhalten blieb.

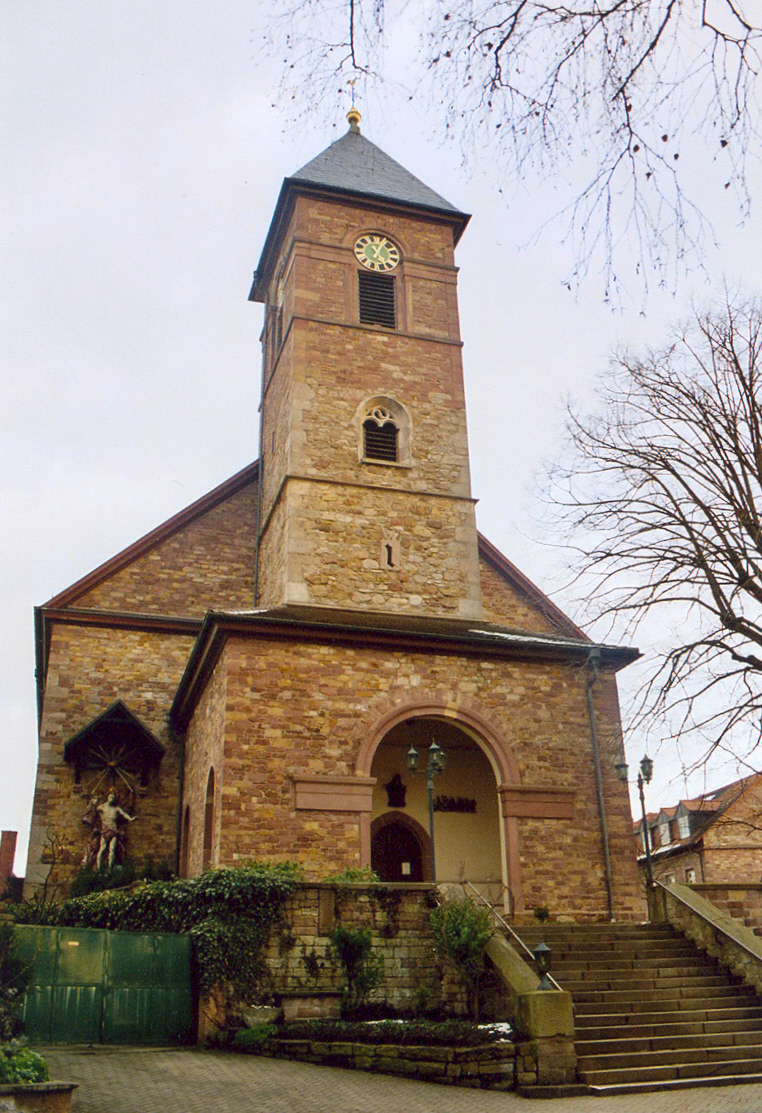
Sankt Birgitta im Weinbrenner-Stil
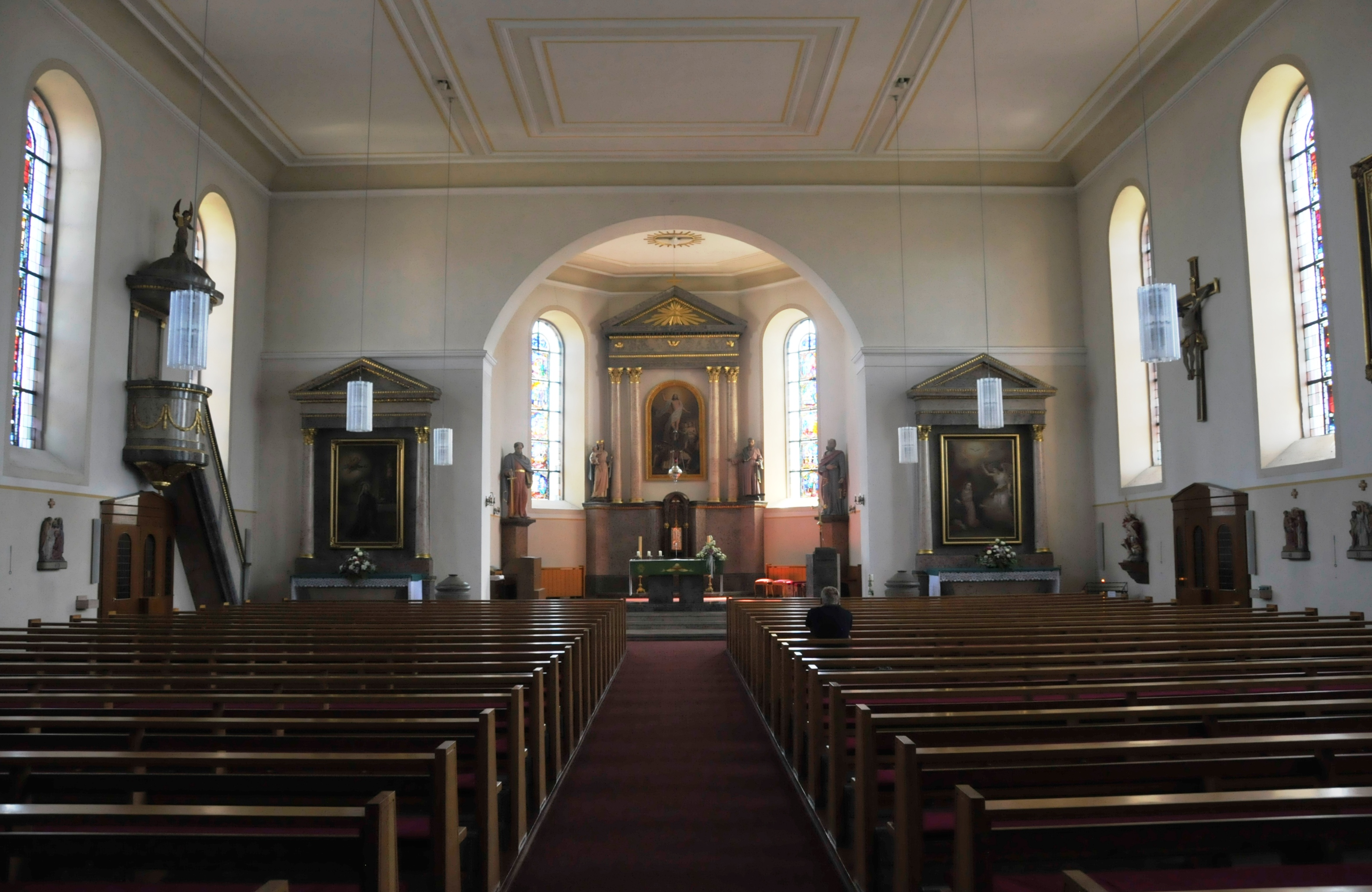
Kircheninneres
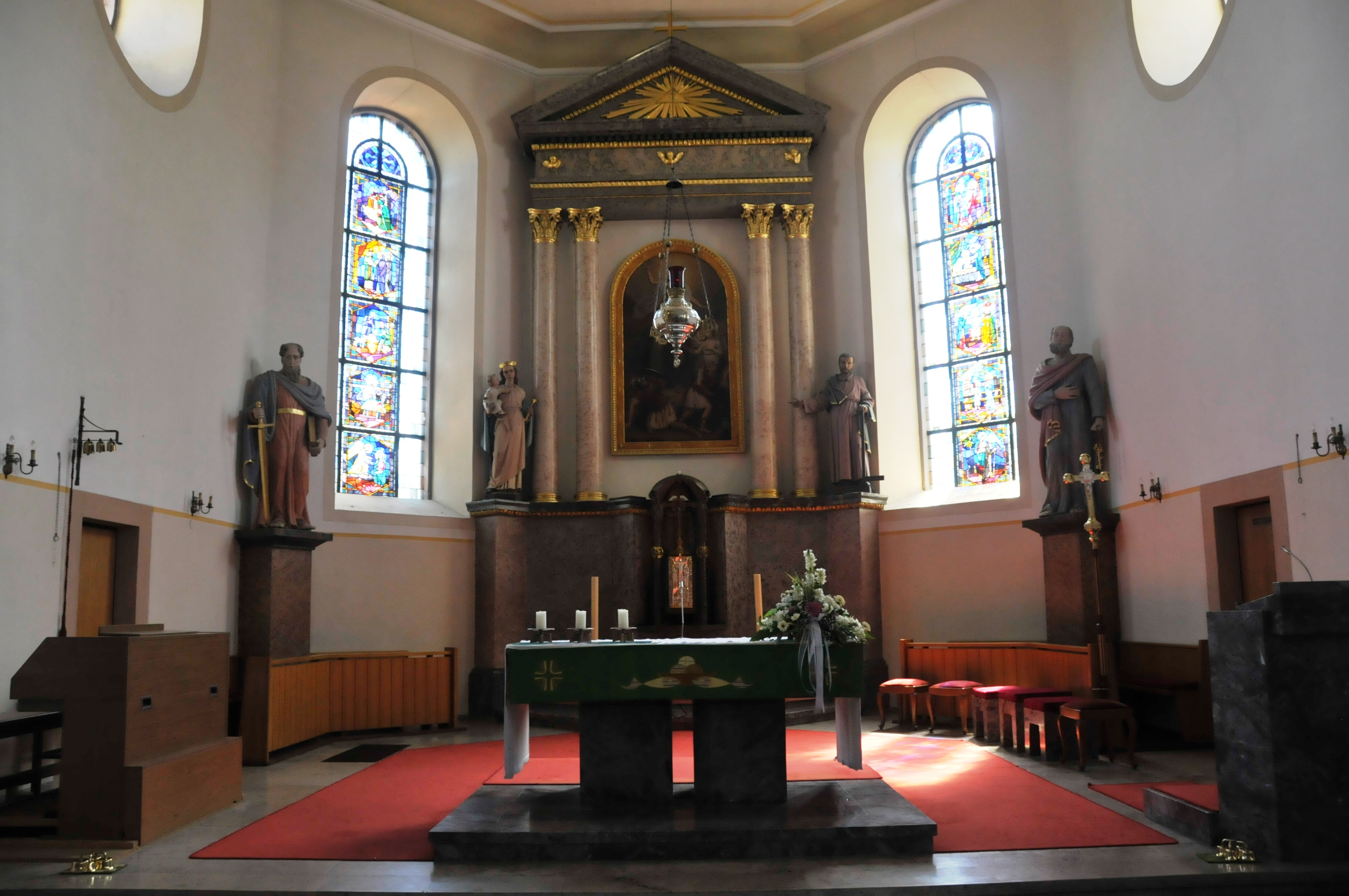
Altarraum
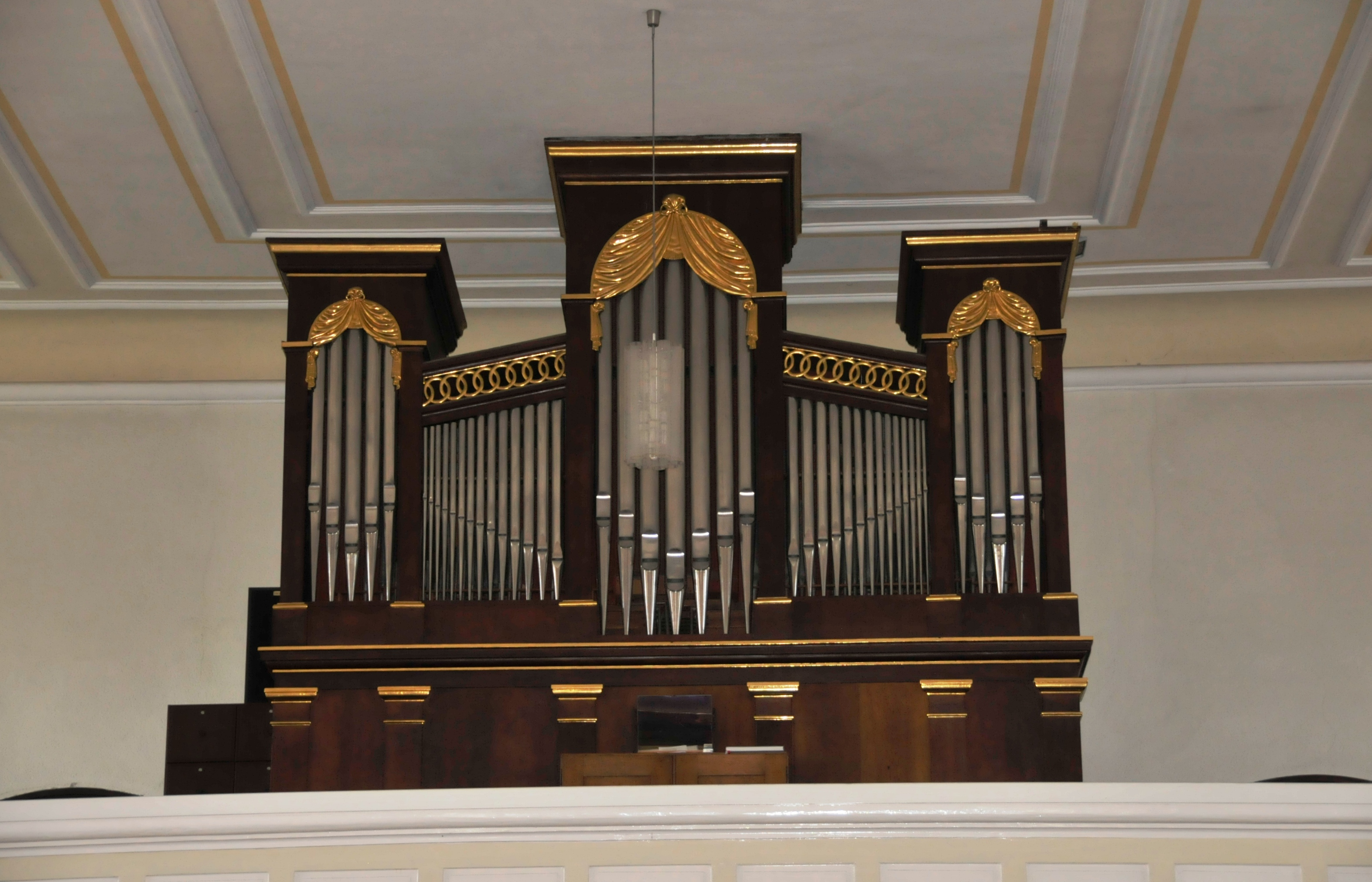
Johann-Ferdinand-Balthasar-Stieffell-Orgel von 1834

- Staustufe Iffezheim mit Rheinkraftwerk Iffezheim, Schiffsschleuse und Fischtreppe. Die Schleuse Iffezheim ist eine Doppelkammerschleuse mit einer Nutzlänge von 270 m und einer Breite von 24 m.[9] Die Schleuse Iffezheim ist die letzte Schleuse in der Reihe der Oberrheinschleusen. Stromabwärts ist der Rhein frei fließend. Mit der Schleuse kann abhängig vom freifließenden Rhein eine Höhe von 12,50 m überwunden werden. Die Schleuse Iffezheim ist die verkehrsreichste Binnenschleuse Deutschlands mit im Durchschnitt 25 Millionen Gütertonnen und etwa 30.000 Güterschiffen. Sie ist 24 Stunden in Betrieb und ihre Benutzung ist wie die des ganzen Rheines für die Schifffahrt abgabenfrei. Die Schleuse wird von der Wasser- und Schifffahrtsverwaltung des Bundes unterhalten und betrieben.

### Internationale Galopprennen in Iffezheim

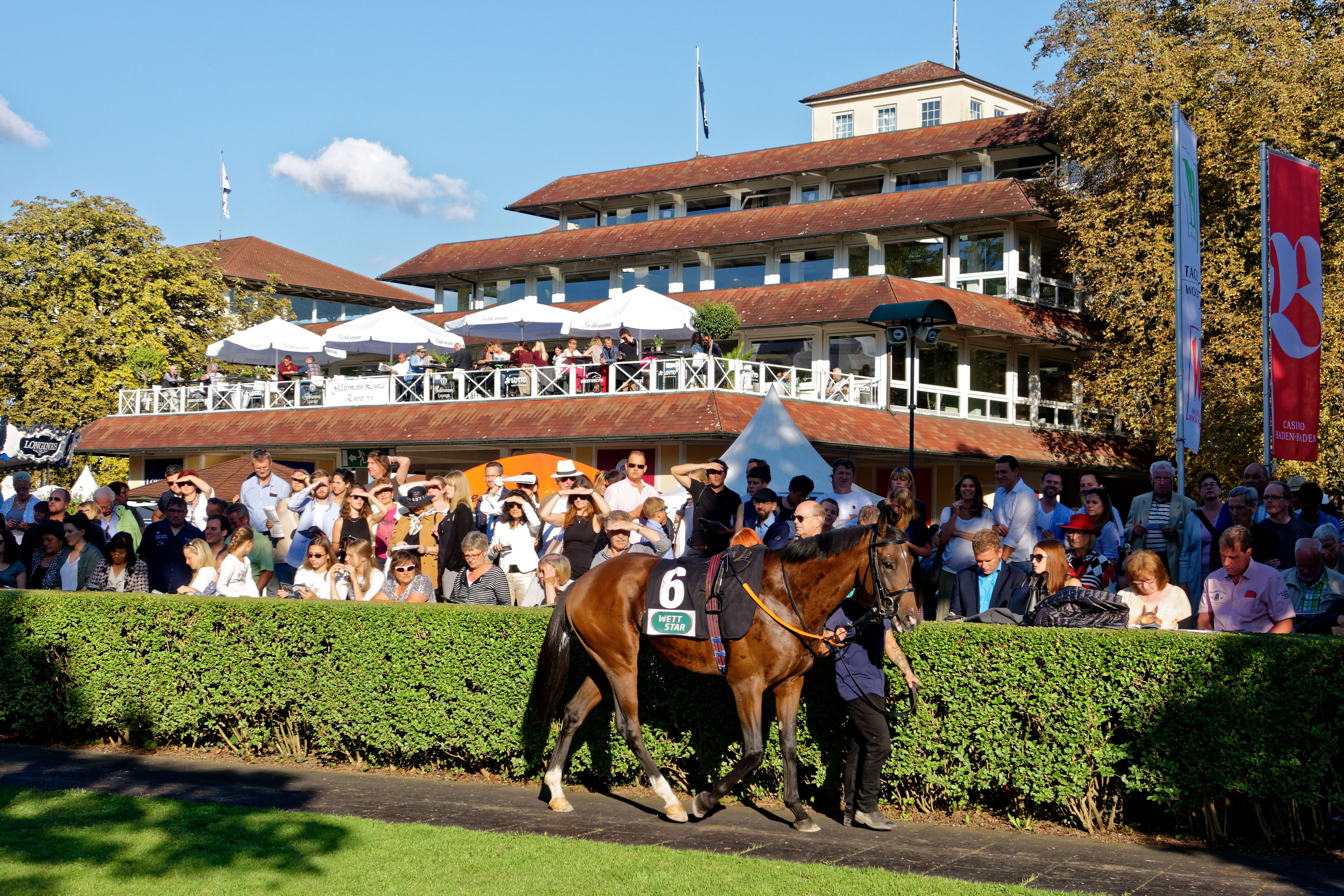
Führring auf dem Rennplatz Iffezheim

Seit 1858 finden auf dem Rennplatz Iffezheim Pferderennen statt, ab 1873 veranstaltet durch den Internationalen Club Baden-Baden.
Dreimal im Jahr (bis 2003 nur zweimal) treten an insgesamt 15 Renntagen Vollblüter aus Europa und teilweise aus Übersee gegeneinander an. Höhepunkt ist der mit 250.000 € dotierte Große Preis von Baden. 2004 wurde die für 10,2 Mio. € neu gebaute Bénazet-Tribüne eröffnet. Im April 2009 meldete der Internationalen Club Baden-Baden Insolvenz an. Ab 1. Juni 2010 wurde die Rennbahn von der Baden-Racing GmbH/Baden-Racing e. V. betrieben. Seit dem 1. April 2021 betreibt „Baden Galopp“ die Rennbahn.

### Regelmäßige Veranstaltungen
Zu Ehren der Hl. Birgitta von Schweden findet alle vier Jahre rund um den Kirchplatz das Pfarrfest statt.
Des Weiteren findet alle fünf Jahre das Marktfest hinter der Festhalle statt.
Erwähnenswert sind außerdem die jährlichen Fastnachtsveranstaltungen wie der Rathaussturm am Schmutzigen Donnerstag, der große Fastnachtsumzug am Fastnachtssonntag und das „Chaisebuckelfest“ am Fastnachtsdienstag.

## Persönlichkeiten
In Iffezheim geboren
- Thomas Schneider (1875–1954), Autopionier und Sägewerksbesitzer

Mit Bezug zu Iffezheim
- Johann Ferdinand Balthasar Stieffell (1737–1818), Orgelbauer, fertigte die Orgel in St. Brigitta
- Edouard Bénazet (1801–1867), Unternehmer, erbaute die Galopprennbahn
- Lucian Reich (der Jüngere; 1817–1900), Maler, schuf Wandbilder in St. Brigitta
- Alfred von Rauch (1824–1900), preußischer General der Kavallerie, Begründer des Armee-Meetings in Iffezheim
- Eugen Fürst zu Oettingen-Wallerstein (1885–1969), Politiker, Präsident des Internationalen Clubs Baden-Baden
- Maria Gress (1897–1945), Lehrerin in Iffezheim. Sie verweigerte sich der nationalsozialistischen Kindererziehung; nach ihr ist die Haupt- und Realschule benannt
- Ferdi Leisten (1914–1995), Unternehmer und Pferdezüchter, Auktionator in Iffezheim
- Fritz Drechsler (1923–2013), Jockey und Galopptrainer in Iffezheim
- Georg Bocskai (* 1959), ehemaliger Jockey und Galopptrainer, lebt und arbeitet in Iffezheim
- Markus Klug (* 1976), Galopptrainer, arbeitete in Iffezheim
- Gerald Geisler (* 1978), Galopptrainer in Iffezheim